# Бомбардировки подмандатной Палестины итальянскими ВВС
Бомбардировки Палестины итальянскими ВВС — воздушные налеты, проводившиеся итальянскими ВВС в период с июня 1940 года по июнь 1941 года против британских войск на Ближнем Востоке во время Второй мировой войны.

## Военно-стратегическая ситуация

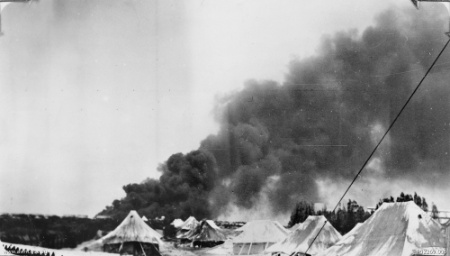
Бомбардировки Хайфы

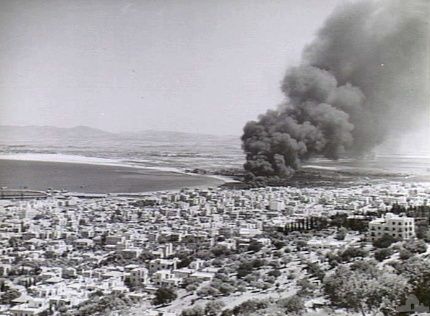
Бомбардировка хайфского нефтеперерабатывающего завода

10 июня 1940 года Италия объявила войну Франции и Великобритании. Итальянское вторжение во Францию было кратковременным, и французы подписали перемирие с итальянцами 25 июня, через три дня после подписания мира с Германией. Поэтому британские силы, а также силы Содружества Наций, были вынуждены сражаться с итальянцами на Ближнем Востоке в одиночку.
Итальянские ВВС ставили своей целью поразить зоны, контролируемые на Ближнем Востоке британцами: нефтеперерабатывающие заводы и порты подмандатной Палестины были выбраны в первую очередь.
19 октября 1940 года один за другим четыре итальянских бомбардировщика Savoia-Marchetti SM.82 атаковали обслуживаемые американцами нефтеперерабатывающие заводы в Британском протекторате Бахрейн, нанеся им урон. Во время этого рейда была также осуществлена атака на Дахран в Саудовской Аравии, однако ущерб в этом случае был минимальный.

## Бомбардировки
Начиная с июля 1940 года итальянские бомбардировки подмандатной Палестины в первую очередь сконцентрировались на Тель-Авиве и Хайфе. Однако также пострадали и другие города, расположенные на побережье, такие как Акко и Яффо.
Последняя итальянская бомбардировка территорий подмандатной Палестины произошла в июне 1941 года. Были атакованы Хайфа и Тель-Авив, однако во время этого налёта ущерб был причинён минимальный и пострадавших было немного.

### Бомбардировки Хайфы
Начиная с июня 1940 года Хайфа неоднократно подвергалась бомбардировкам итальянских ВВС из-за находящихся в городе порта и нефтеперерабатывающих заводов.
29 июля 1940 года выпуск журнала «Time» сообщил о том, что Хайфу бомбили самолёты Savoia-Marchetti SM.82 на предыдущей неделе в течение дюжины раз. Согласно «Time Magazine», итальянцы сообщали о больших успехах своих бомбардировок, что британцы не отрицали. Когда британский нефтепровод из Мосула достиг берега моря, «десять больших итальянских бомбардировщиков, летящих на большой высоте с Додеканесских островов, сбросили 50 бомб на хайфский нефтяной терминал и перерабатывающий завод.»
Бомбардировки стали причиной пожаров, которые продолжались в течение нескольких дней, а переработка нефти была парализована примерно на месяц.
Британские военные самолёты, размещённые на базе на горе Кармель, не успели перехватить итальянские самолёты, возвращавшиеся на свою базу на итальянском Додеканесе.

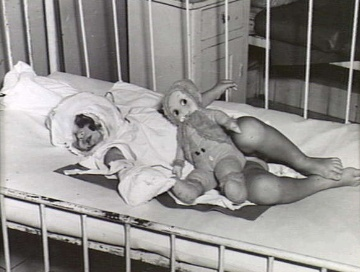
Жертва итальянских бомбардировок в Тель-Авиве, 10 сентября 1940 года

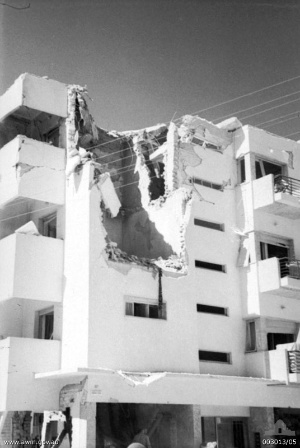
Разрушенное здание в Тель-Авиве

### Бомбардировки Тель-Авива
9 сентября 1940 года рейд на Тель-Авив унёс жизни 137 человек. Другой налёт на город произошёл 12 июня 1941 года, когда погибли 13 человек; атаку осуществили итальянцы или французы с базы в Сирии.
Историк Альберто Росселли установил, что бомбардировка Тель-Авива, при которой погибли 137 человек, произошла потому, что итальянские бомбардировщики были на пути в стратегический порт Хайфы и её нефтеперерабатывающие заводы, но по пути их перехватили британские ВВС. Вынужденные отступать, итальянцы получили приказ сбрасывать бомбы на тель-авивский порт, но во избежание попадания под огонь британских самолётов, они по ошибке сбросили бомбы на жилой район около порта.

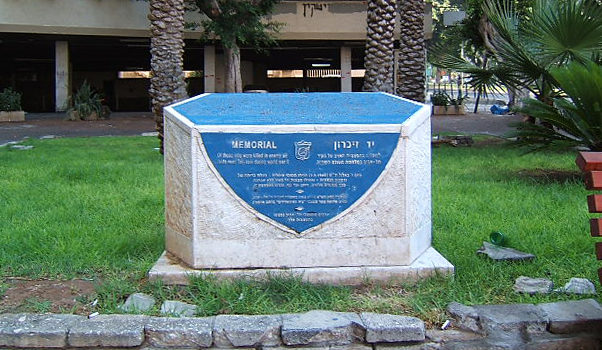
Мемориал в Тель-Авиве 137 погибшим после рейда королевских итальянских ВВС на город 9 сентября 1940 года